# 塔形核螺
塔形核螺（学名：Fusiaphera macrospiratoides），是新腹足目核螺科Fusiaphera的一种。主要分布于台湾，常栖息在浅海泥沙底。